# Analpapille (Insekt)

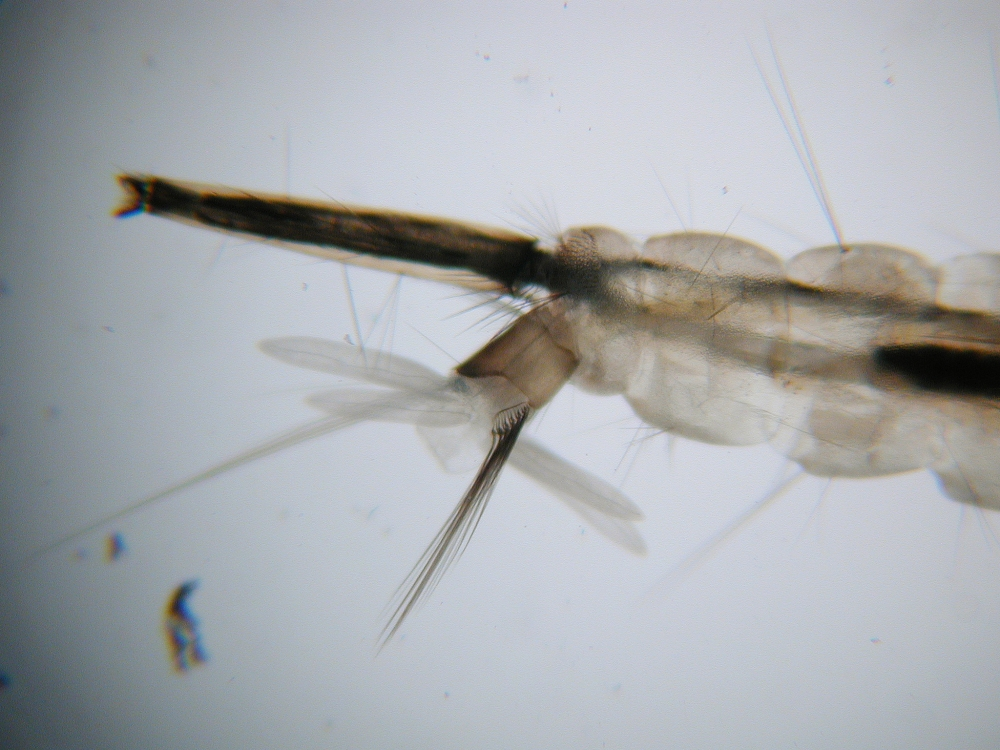
Hinterteil einer Stechmückenlarve mit Atemrohr (oben) und deutlich erkennbaren Analpapillen (unten)

Analpapillen (von lat. anal- bzw. anus = „After“ und papilla = „Warze“) sind blatt- oder fingerförmige Ausstülpungen, die den After verschiedener wasserlebender Insekten umgeben und die in ihrer Gesamtheit der Osmoregulation dienen. Sie treten unter anderem bei den Larven verschiedener Mücken wie den Stech- und Zuckmücken, Libellen, Köcherfliegen und Wasserkäfern (der Familie Scirtidae) auf. Die Analpapillen sind meist mit Hamolymphdruck ausstülp- und mit Muskelkraft wieder einziehbar. Bei einigen Gruppen ist die Größe der Analpapillen individuell variabel und passt sich dem Salzgehalt des Wassers im Lebensraum an.

## Funktion
Die Analpapillen dienen der Regulation des Ionenhaushalts bei wasserlebenden Tieren (Osmoregulation). Das Innere der Papillen, ihr Lumen, ist mit dem Mixocoel verbunden. Über Transportproteine (Cl−-Ionenpumpen, Carrier) werden aktiv Chlor-Ionen aus dem Wasser aufgenommen, die zum Ladungsausgleich Alkali-Ionen mitziehen. Auf diese Weise wird der ständig ablaufende, osmotische Ionen-Verlust ausgeglichen, der dadurch entsteht, dass die Tiere hyperosmotisch gegenüber dem sie umgebenden Wasser sind.
Süßwasserinsekten und -larven, bei denen keine aktive Ionen-Aufnahme ermöglicht wird, vermeiden den Ionen- bzw. Salzverlust durch eine vollständig undurchlässige Cuticula.

## Belege
1. 1 2 3  Stichwort „Analpapillen“ In: Herder-Lexikon der Biologie. Spektrum Akademischer Verlag GmbH, Heidelberg 2003, ISBN 3-8274-0354-5.
2. 1 2  Konrad Dettner, Werner Peters: Lehrbuch der Entomologie. Spektrum Akademischer Verlag, Heidelberg und Berlin, 2. Auflage 2003. ISBN 3-8274-1102-5, S. 140–141.